# Daisuke Nasu
Daisuke Nasu (født 10. oktober 1981) er en japansk fodboldspiller. Han var en del af den japanske trup ved Sommer-OL 2004.